# Bob Arum
Robert "Bob" Arum est un avocat et promoteur sportif américain né le 8 décembre 1931 à New York. Il est également connu pour être le fondateur de Top Rank (en), société spécialisée dans l'organisation de combats de boxe anglaise.

## Biographie
Travaillant dans un premier temps comme avocat au département de la justice américaine, Arum se fait connaitre dans le monde de la boxe professionnelle en organisant le championnat du monde des poids lourds entre Floyd Patterson et Sonny Liston le 25 septembre 1962. 
C'est le point de départ d'une fulgurante ascension qui fait de lui l'un des plus puissants promoteurs de la fin du XXe siècle. Souvent opposé à Don King, il a notamment contribué à la mise sur pied des combats de Marvin Hagler contre Roberto Durán, Thomas Hearns et Sugar Ray Leonard dans les années 1980  et plusieurs combats d'Alexis Arguello, Michael Carbajal, George Foreman, Oscar de la Hoya, Erik Morales et Manny Pacquiao.

## Distinction
- Bob Arum est membre de l'International Boxing Hall of Fame depuis 1999[1].